# Eduard Bagirov
Eduard Bagirov je ruski pisac azerskog podrijetla.
Eduard Bagirov je odbjeg iz okrutne turkmenske vojske prožetom zlosiljem doušnikâ svojevremenog turkmenskog moćnika Saparmurata Nijazova.
U okružju u kojem je pola države prokazivalo drugu polovicu, Bagirov nije mogao izdržati te je iselio u Rusiju, prije svega u Moskvu, željenim odredištem svih srednjoazijskih prebjega koji su išli raditi u Rusiju na crno.
U svjetskim književničkim krugovima je postao poznat svojim romanom "Gastarbajter", provokativnim djelom u kojem je progovorio o svakodnevnim problemima inozemnih radnika u Rusiji, što je bio prvim romanom takve teme u ruskoj književnosti.
U njemu je progovorio o gospodarskim i političkim izbjeglicama iz osiromašenih bivših sovjetskih republika, uglavnom srednjoazijskih (Uzbeka, Turkmena, Tadžika), ali i inih, poput kavkaskih Gruzijaca, Armenaca i Azera, koji odlaze u Moskvu, njihov Eldorado, "u potrazi za srećom i preživljavanjem u nemilosrdnom gradu iluzija" (Bagirov). Opisiva te ljude, mahom niskoplaćene i nekvalificirane, koji žive u neljudskim uvjetima, izloženi ponižavanju, diskriminiranju, prijevarama, a život se svodi na puko preživljavanje odnosno na život kojem je jedini cilj u životinjskoj strci na što više poslova zaraditi nešto rubalja za ih poslati obiteljima u vlastitim domovinama. U svemu tome, ti gastarbajteri su često u sukobima s mjesnim skvoterima po napuštenim zgradama koje trebaju biti srušene (ali iz raznoraznih razloga kao takve stoje godinama), a sudbinu im često skroje i skinheadsi koji im presude bejzbolskom palicom ili nožem "skakavcem".
Kao kruna svega toga, Bagirov govori "U Moskvi je zapravo vrlo lako preživjeti ako si beskrupulozan i bezosjećajan, ali moj je junak više-manje moralan čovjek, a takvima je uglavnom teže".

## Vanjske poveznice
- Članak na knjiga.hr  Arhivirana inačica izvorne stranice od 29. rujna 2007. (Wayback Machine) Svakodnevne vijesti o knjizi i nakladništvu u Hrvatskoj i svijetu
- Članak u "Jutarnjem  Arhivirana inačica izvorne stranice od 27. rujna 2007. (Wayback Machine) Književna senzacija u Rusiji: 'Gastarbajter'